# Zeppelina mediopigmentata
Zeppelina mediopigmentata är en ringmaskart som beskrevs av Gillandt 1979. Zeppelina mediopigmentata ingår i släktet Zeppelina och familjen Ctenodrilidae. Inga underarter finns listade i Catalogue of Life.